# Proceroecia rivotella
Proceroecia rivotella är en kräftdjursart som beskrevs av McKenzie och Benassi 1994. Proceroecia rivotella ingår i släktet Proceroecia och familjen Halocyprididae. Inga underarter finns listade i Catalogue of Life.